# 히틀러 내각
히틀러 내각(Kabinett Hitler)은 1933년 1월 30일부터 1945년 4월 30일까지 존재한 나치 독일의 내각이다. 프란츠 폰 파펜 부수상의 제안을 받은 파울 폰 힌덴부르크 대통령이 아돌프 히틀러를 수상으로 임명하면서 시작되었다.
| 직책                                                                             | 직책                                                                             | 성명                                    | 재임기간                           | 정당                                    | 정당                                    |
| -------------------------------------------------------------------------------- | -------------------------------------------------------------------------------- | --------------------------------------- | ---------------------------------- | --------------------------------------- | --------------------------------------- |
| 정 부 수 반                                                                      | 국가수상 Reichskanzler                                                           | 아돌프 히틀러                           | 1933년 1월 30일-1934년 8월 2일     |                                         | 국민사회주의 독일노동자당               |
| 정 부 수 반                                                                      | 지도자 겸 국가수상 Führer und Reichskanzler                                      | 아돌프 히틀러                           | 1934년 8월 2일-1945년 4월 30일     |                                         | 국민사회주의 독일노동자당               |
| 국가수상대리 Stellvertreter des Reichskanzlers                                   | 국가수상대리 Stellvertreter des Reichskanzlers                                   | 프란츠 폰 파펜                          | 1933년 1월 30일-1934년 8월 7일     |                                         | 무소속                                  |
| 국가외무장관 Reichsaußenminister                                                 | 국가외무장관 Reichsaußenminister                                                 | 콘스탄틴 폰 노이라트 남작               | 1932년 6월 1일-1938년 2월 4일      |                                         | 무소속                                  |
| 국가외무장관 Reichsaußenminister                                                 | 국가외무장관 Reichsaußenminister                                                 | 콘스탄틴 폰 노이라트 남작               | 1932년 6월 1일-1938년 2월 4일      | 국민사회주의 독일노동자당 (1937년 입당) |                                         |
| 국가외무장관 Reichsaußenminister                                                 | 국가외무장관 Reichsaußenminister                                                 | 요아힘 폰 리벤트로프                    | 1938년 2월 4일 – 1945년 4월 30일   |                                         | 국민사회주의 독일노동자당               |
| 국가내무장관 Reichsinnenminister                                                 | 국가내무장관 Reichsinnenminister                                                 | 빌헬름 프리크                           | 1933년 1월 30일-1943년 8월 24일    |                                         | 국민사회주의 독일노동자당               |
| 국가내무장관 Reichsinnenminister                                                 | 국가내무장관 Reichsinnenminister                                                 | 하인리히 힘러                           | 1943년 8월 24일-1945년 4월 29일    |                                         | 국민사회주의 독일노동자당               |
| 국가재무장관 Reichsfinanzminister                                                | 국가재무장관 Reichsfinanzminister                                                | 요한 루트비히 그라프 슈베린 폰 크로지크 | 1932년 6월 1일-1945년 5월 23일     |                                         | 무소속                                  |
| 국가재무장관 Reichsfinanzminister                                                | 국가재무장관 Reichsfinanzminister                                                | 요한 루트비히 그라프 슈베린 폰 크로지크 | 1932년 6월 1일-1945년 5월 23일     | 국민사회주의 독일노동자당 (1937년 입당) |                                         |
| 국가경제장관 Reichswirtschaftsminister                                           | 국가경제장관 Reichswirtschaftsminister                                           | 알프레트 후겐베르크                     | 1933년 1월 30일-1933년 6월 29일    |                                         | 독일 국가인민당                         |
| 국가경제장관 Reichswirtschaftsminister                                           | 국가경제장관 Reichswirtschaftsminister                                           | 쿠르트 슈미트                           | 1933년 6월 29일-1934년 8월 3일     |                                         | 국민사회주의 독일노동자당               |
| 국가경제장관 Reichswirtschaftsminister                                           | 국가경제장관 Reichswirtschaftsminister                                           | 햘마르 샤흐트                           | 1934년 8월 3일-1937년 11월 26일    |                                         | 무소속                                  |
| 국가경제장관 Reichswirtschaftsminister                                           | 국가경제장관 Reichswirtschaftsminister                                           | 햘마르 샤흐트                           | 1934년 8월 3일-1937년 11월 26일    | 국민사회주의 독일노동자당 (1937년 입당) |                                         |
| 국가경제장관 Reichswirtschaftsminister                                           | 국가경제장관 Reichswirtschaftsminister                                           | 헤르만 괴링                             | 1937년 11월 26일-1938년 1월 15일   |                                         | 국민사회주의 독일노동자당               |
| 국가경제장관 Reichswirtschaftsminister                                           | 국가경제장관 Reichswirtschaftsminister                                           | 발터 풍크                               | 1938년 2월 5일-1945년 5월 1일      |                                         | 국민사회주의 독일노동자당               |
| 국가노동장관 Reichsarbeitsminister                                               | 국가노동장관 Reichsarbeitsminister                                               | 프란츠 젤테                             | 1933년 1월 30일-1945년 4월 30일    |                                         | 전선병사동맹 철모단                     |
| 국가노동장관 Reichsarbeitsminister                                               | 국가노동장관 Reichsarbeitsminister                                               | 프란츠 젤테                             | 1933년 1월 30일-1945년 4월 30일    | 국민사회주의 독일노동자당 (1933년 입당) |                                         |
| 국가법무장관 Reichsjustizminister                                                | 국가법무장관 Reichsjustizminister                                                | 프란츠 귀르트너                         | 1933년 1월 30일-1941년 1월 29일 †  |                                         | 독일 국가인민당                         |
| 국가법무장관 Reichsjustizminister                                                | 국가법무장관 Reichsjustizminister                                                | 프란츠 귀르트너                         | 1933년 1월 30일-1941년 1월 29일 †  | 국민사회주의 독일노동자당 (1937년 입당) |                                         |
| 국가법무장관 Reichsjustizminister                                                | 국가법무장관 Reichsjustizminister                                                | (서리) 프란츠 슐레겔베르거              | 1941년 2월-1942년 8월 24일         |                                         | 국민사회주의 독일노동자당               |
| 국가법무장관 Reichsjustizminister                                                | 국가법무장관 Reichsjustizminister                                                | 오토 게오르크 티라크                    | 1942년 8월 24일-1945년 4월 30일    |                                         | 국민사회주의 독일노동자당               |
| 군 부 수 반                                                                      | 국가방위장관 Reichswehrminister                                                  | 베르너 폰 블롬베르크                    | 1933년 1월 28일-1935년 5월 21일    |                                         | 무소속                                  |
| 군 부 수 반                                                                      | 국가전쟁장관 Reichskriegsminister                                                | 베르너 폰 블롬베르크                    | 1935년 5월 21일-1938년 1월 27일    |                                         | 국민사회주의 독일노동자당 (1937년 입당) |
| 군 부 수 반                                                                      | 국방군최고사령부총장 Chef des Oberkommandos der Wehrmacht                        | 빌헬름 카이텔                           | 1938년 2월 4일-1945년 5월 8일      |                                         | 무소속                                  |
| 군 부 수 반                                                                      | 국방군최고사령부총장 Chef des Oberkommandos der Wehrmacht                        | 빌헬름 카이텔                           | 1938년 2월 4일-1945년 5월 8일      | 국민사회주의 독일노동자당 (1939년 입당) |                                         |
| 국가체신장관 Reichspostminister                                                  | 국가체신장관 Reichspostminister                                                  | 파울 폰 엘츠뤼베나흐 남작               | 1932년 6월 1일-1937년 2월 2일      |                                         | 무소속                                  |
| 국가체신장관 Reichspostminister                                                  | 국가체신장관 Reichspostminister                                                  | 빌헬름 오흐네조르게                     | 1937년 2월 2일-1945년 4월 30일     |                                         | 국민사회주의 독일노동자당               |
| 국가교통장관 Reichsverkehrsminister                                              | 국가교통장관 Reichsverkehrsminister                                              | 파울 폰 엘츠뤼베나흐 남작               | 1932년 6월 1일-1937년 2월 2일      |                                         | 무소속                                  |
| 국가교통장관 Reichsverkehrsminister                                              | 국가교통장관 Reichsverkehrsminister                                              | 율리우스 도르프뮐러                     | 1937년 2월 2일-1945년 4월 30일     |                                         | 무소속                                  |
| 국가교통장관 Reichsverkehrsminister                                              | 국가교통장관 Reichsverkehrsminister                                              | 율리우스 도르프뮐러                     | 1937년 2월 2일-1945년 4월 30일     | 국민사회주의 독일노동자당 (1941년 입당) |                                         |
| 국가식량장관 Reichsernährungsminister                                            | 국가식량장관 Reichsernährungsminister                                            | 알프레트 후겐베르크                     | 1933년 1월 30일-1933년 6월 29일    |                                         | 독일 국가인민당                         |
| 국가식량장관 Reichsernährungsminister                                            | 국가식량장관 Reichsernährungsminister                                            | 리하르트 발터 다레                      | 1933년 6월 29일-1942년 5월 23일    |                                         | 국민사회주의 독일노동자당               |
| 국가식량장관 Reichsernährungsminister                                            | 국가식량장관 Reichsernährungsminister                                            | 헤르베르트 바케                         | 1942년 5월 23일-1945년 4월 30일    |                                         | 국민사회주의 독일노동자당               |
| 대중계몽선전국가장관 Reichsminister für Volksaufklärung und Propaganda           | 대중계몽선전국가장관 Reichsminister für Volksaufklärung und Propaganda           | 요제프 괴벨스                           | 1933년 3월 13일-1945년 4월 30일    |                                         | 국민사회주의 독일노동자당               |
| 국가항공장관 Reichsluftfahrtminister                                             | 국가항공장관 Reichsluftfahrtminister                                             | 헤르만 괴링                             | 1933년 5월 5일-1945년 4월 24일     |                                         | 국민사회주의 독일노동자당               |
| 과학교육문화국가장관 Reichsminister für Wissenschaft, Erziehung und Volksbildung | 과학교육문화국가장관 Reichsminister für Wissenschaft, Erziehung und Volksbildung | 베른하르트 루스트                       | 1934년 5월 1일-1945년 4월 30일     |                                         | 국민사회주의 독일노동자당               |
| 종무국가장관 Reichsminister für kirchliche Angelegenheiten                       | 종무국가장관 Reichsminister für kirchliche Angelegenheiten                       | 한스 케를                               | 1935년 7월 16일-1941년 12월 15일 † |                                         | 국민사회주의 독일노동자당               |
| 종무국가장관 Reichsminister für kirchliche Angelegenheiten                       | 종무국가장관 Reichsminister für kirchliche Angelegenheiten                       | (서리) 헤르만 무흐스                    | 1941년 12월-1945년 4월 30일        |                                         | 국민사회주의 독일노동자당               |
| 국가군수탄약성 Reichsminister für Bewaffnung und Munition                        | 국가군수탄약성 Reichsminister für Bewaffnung und Munition                        | 프리츠 토트                             | 1940년 3월 17일-1942년 2월 8일 †   |                                         | 국민사회주의 독일노동자당               |
| 국가군수탄약성 Reichsminister für Bewaffnung und Munition                        | 국가군수탄약성 Reichsminister für Bewaffnung und Munition                        | 알베르트 슈페어                         | 1942년 2월 8일-1943년 6월 2일      |                                         | 국민사회주의 독일노동자당               |
| 군수전쟁생산국가장관 Reichsminister für Rüstung und Kriegsproduktion             | 군수전쟁생산국가장관 Reichsminister für Rüstung und Kriegsproduktion             | 알베르트 슈페어                         | 1943년 6월 2일-1945년 4월 30일     |                                         | 국민사회주의 독일노동자당               |
| 동방점령지국가장관 Reichsminister für die besetzten Ostgebiete                   | 동방점령지국가장관 Reichsminister für die besetzten Ostgebiete                   | 알프레트 로젠베르크                     | 1941년 11월 17일-1945년 4월 30일   |                                         | 국민사회주의 독일노동자당               |
| 뵈멘·메렌 독일국무장관 Deutscher Staatsminister für Böhmen und Mähren            | 뵈멘·메렌 독일국무장관 Deutscher Staatsminister für Böhmen und Mähren            | 카를 헤르만 프랑크                      | 1943년 8월 20일-1945년 4월 30일    |                                         | 국민사회주의 독일노동자당               |
| 무임소국가장관 Reichsminister ohne Geschäftsbereich                              | 무임소국가장관 Reichsminister ohne Geschäftsbereich                              | 헤르만 괴링                             | 1933년 1월 30일-1933년 4월 28일    |                                         | 국민사회주의 독일노동자당               |
| 무임소국가장관 Reichsminister ohne Geschäftsbereich                              | 무임소국가장관 Reichsminister ohne Geschäftsbereich                              | 돌격대 참모장 에른스트 룀               | 1933년 12월 1일-1934년 6월 30일 †  |                                         | 국민사회주의 독일노동자당               |
| 무임소국가장관 Reichsminister ohne Geschäftsbereich                              | 무임소국가장관 Reichsminister ohne Geschäftsbereich                              | 지도자대리 루돌프 헤스                  | 1933년 12월 1일-1941년 5월 10일    |                                         | 국민사회주의 독일노동자당               |
| 무임소국가장관 Reichsminister ohne Geschäftsbereich                              | 무임소국가장관 Reichsminister ohne Geschäftsbereich                              | 한스 케를                               | 1934년 4월 16일-1935년 7월 18일    |                                         | 국민사회주의 독일노동자당               |
| 무임소국가장관 Reichsminister ohne Geschäftsbereich                              | 무임소국가장관 Reichsminister ohne Geschäftsbereich                              | 폴란드 총독 한스 프랑크                 | 1934년 12월 19일-1945년 4월 30일   |                                         | 국민사회주의 독일노동자당               |
| 무임소국가장관 Reichsminister ohne Geschäftsbereich                              | 무임소국가장관 Reichsminister ohne Geschäftsbereich                              | 햘마르 샤흐트                           | 1937년 11월 26일-1943년 1월 22일   |                                         | 국민사회주의 독일노동자당               |
| 무임소국가장관 Reichsminister ohne Geschäftsbereich                              | 무임소국가장관 Reichsminister ohne Geschäftsbereich                              | 대통령관방 지휘자 오토 마이스너         | 1937년 12월 1일-1945년 4월 30일    |                                         | 국민사회주의 독일노동자당               |
| 무임소국가장관 Reichsminister ohne Geschäftsbereich                              | 무임소국가장관 Reichsminister ohne Geschäftsbereich                              | 국가수상부장 한스 하인리히 라머스       | 1937년 5월 1일-1945년 4월 30일     |                                         | 국민사회주의 독일노동자당               |
| 무임소국가장관 Reichsminister ohne Geschäftsbereich                              | 무임소국가장관 Reichsminister ohne Geschäftsbereich                              | 네덜란드 국가판무관 자이스잉크바르트    | 1939년 5월 1일-1945년 4월 30일     |                                         | 국민사회주의 독일노동자당               |
| 무임소국가장관 Reichsminister ohne Geschäftsbereich                              | 무임소국가장관 Reichsminister ohne Geschäftsbereich                              | 당관방지휘자 마르틴 보어만              | 1941년-1945년 4월 30일             |                                         | 국민사회주의 독일노동자당               |
| 무임소국가장관 Reichsminister ohne Geschäftsbereich                              | 무임소국가장관 Reichsminister ohne Geschäftsbereich                              | 뵈멘·메렌 국가보호자 빌헬름 프리크      | 1943년 8월 24일-1945년 4월 30일    |                                         | 국민사회주의 독일노동자당               |